# Estação Pinacoteca
A Estação Pinacoteca, também conhecida como Pinacoteca Estação, é um local de exposições artísticas da cidade de São Paulo, mantida pelo Governo do Estado de São Paulo. Fica localizada no centro da cidade, no Largo General Osório, 66, no bairro da Luz ao lado da Sala São Paulo e da Estação Júlio Prestes. Abriga exposições temporárias da Pinacoteca de São Paulo, o Memorial da Resistência de São Paulo, o Centro de Documentação e Memória da Pinacoteca do Estado (Cedoc) e a Biblioteca Walter Wey.

## História

### Estação ferroviária
Após arrendar a Estrada de Ferro Sorocabana em 1907, a Brazil Railway Company de Percival Farquhar anunciou a intenção de construir uma nova sede para a Sorocabana, agora rebatizada "Sorocabana Railway Company", dadas as condições da existente e primitiva estação desta ferrovia na capital paulista.

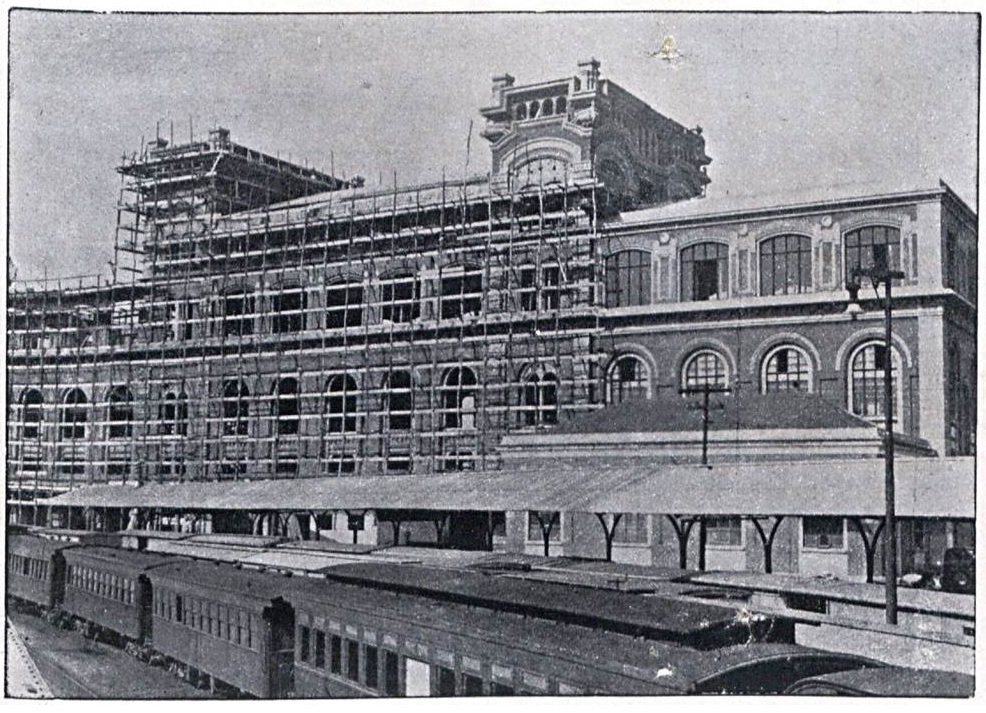
Obras da estação, 1912. Acervo da Biblioteca Nacional.

O projeto do prédio foi contratado junto ao escritório do arquiteto Ramos de Azevedo, autor de outros edifícios símbolos de São Paulo como o Mercado Municipal, o Teatro Municipal, o Palácio das Indústrias, entre outros. Em estilo eclético conta com seis pavimentos, construído em três módulos em uma área de 7550 metros quadrados. O revestimento da fachada é em tijolos cerâmicos aparentes e praticamente quase todo o material foi importado da Inglaterra e Alemanha.
Suas obras foram iniciadas em meados de 1908, como parte de um grande plano de remodelação do pátio, armazéns e da estação ferroviária terminal de São Paulo. Após seis anos de obras, a nova estação e sede da Sorocabana Railway foi entregue em 1914. Apesar de ser um prédio moderno, a Sorocabana o classificou como provisório pois tinha a intenção de construir uma nova estação de passageiros para rivalizar com a Estação da Luz.
Com a construção e aberta da nova estação São Paulo na década de 1930, o prédio perdeu sua função de estação e passa a ser uma sede administrativa da Sorocabana até ser transformada em sede da delegacia do Departamento Estadual de Ordem Política e Social de São Paulo pelo interventor Fernando de Sousa Costa em 1942.

### Sede do Deops (1942-1983) e Delegacia (1983-2002)
O mesmo prédio, durante o período da ditadura militar, deu lugar ao Deops (Departamento Estadual de Ordem Política e Social), a polícia política do governo paulista, órgão criado em 1924. O então líder sindical Luiz Inácio Lula da Silva ficou preso 31 dias lá durante uma greve em 1980. Também passaram por lá Caetano Veloso e Gilberto Gil, antes da deportação. Com o fim do Deops, o prédio abrigou a Delegacia de Defesa do Consumidor da Polícia Civil até 2002.
Foi transformado no Memorial da Resistência, com a exposição de longa duração que faz uma reflexão do controle, repressão e resistência durante o período da ditadura militar.

### Pinacoteca do Estado (2002-)
O prédio foi incorporado pela Pinacoteca do Estado em 2002 e é administrado e mantido pela instituição.

## Roubo
No dia 11 de junho de 2008 dois assaltantes à mão armada roubaram quatro obras de arte no valor de quase 400 mil euros, expostas no museu.
As obras roubadas foram Mulheres na Janela (Di Cavalcanti, 1926), O Pintor e seu Modelo (1963), Minotauro, Bebedouro e Mulheres (1933), ambas de Picasso, e uma gravura, Casal, do lituano naturalizado brasileiro, Lasar Segall.
Todas as obras viriam a ser recuperadas. A obra O Pintor e seu Modelo foi recuperada na madrugada de 20 de julho de 2008 pela Polícia Civil de São Paulo. As obras de Di Cavalcanti e Segall foram encontradas numa vivenda em Guaianases, bairro da zona leste de São Paulo, após uma operação policial que conduziu à captura de um dos homens acusados do roubo na Pinacoteca. A gravura «Minotauro, bebedor e mulheres», de Pablo Picasso, foi recuperada pela polícia em 15 de agosto.
A gravura foi encontrada abandonada à beira de uma estrada na zona oeste de São Paulo, na sequência de uma operação levada a cabo pela polícia numa favela próxima.
A recuperação apenas foi confirmada no dia 18, quando os peritos da Pinacoteca verificaram tratar-se da obra original roubada.

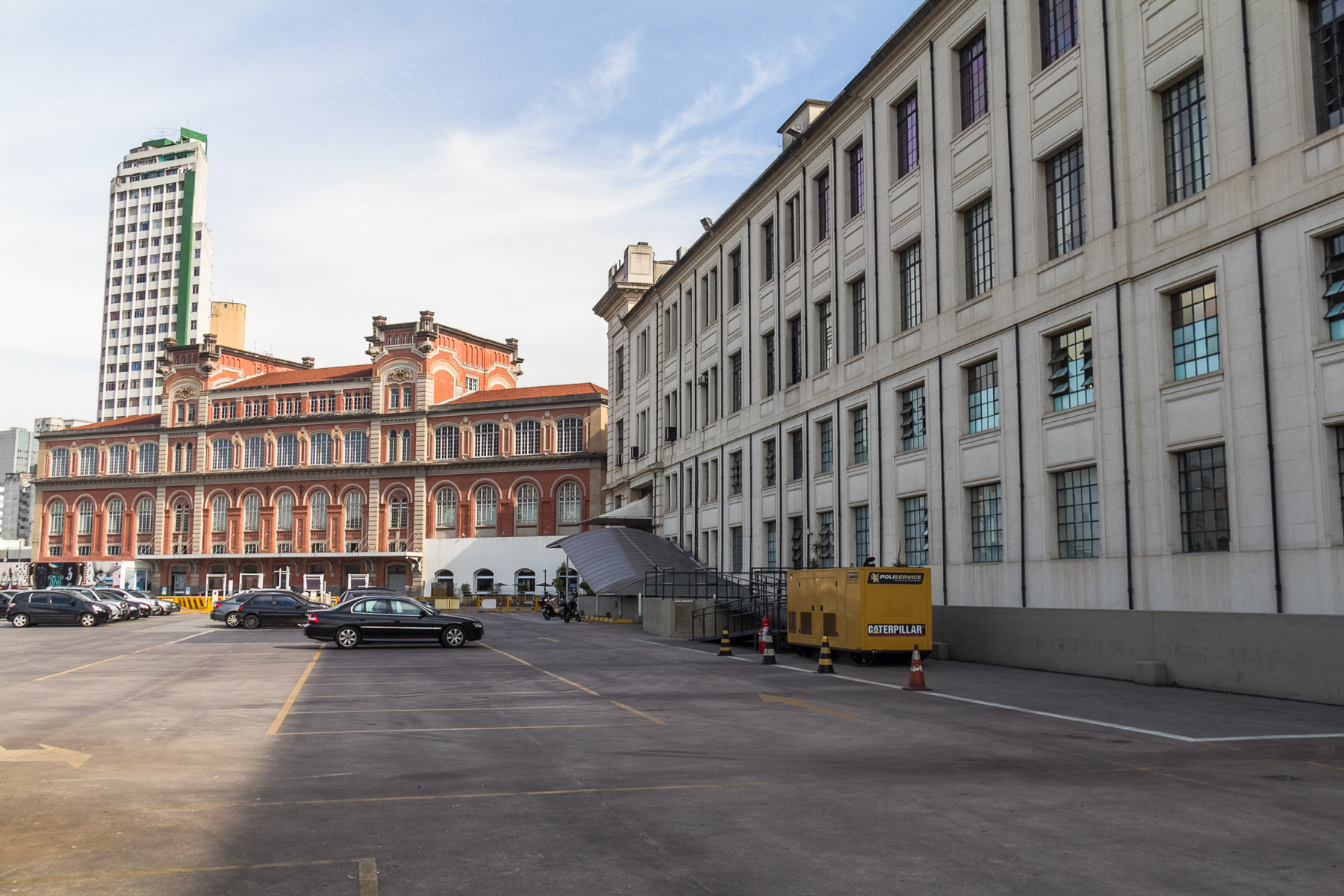
Tomada interna da Estaçao Pinacoteca.
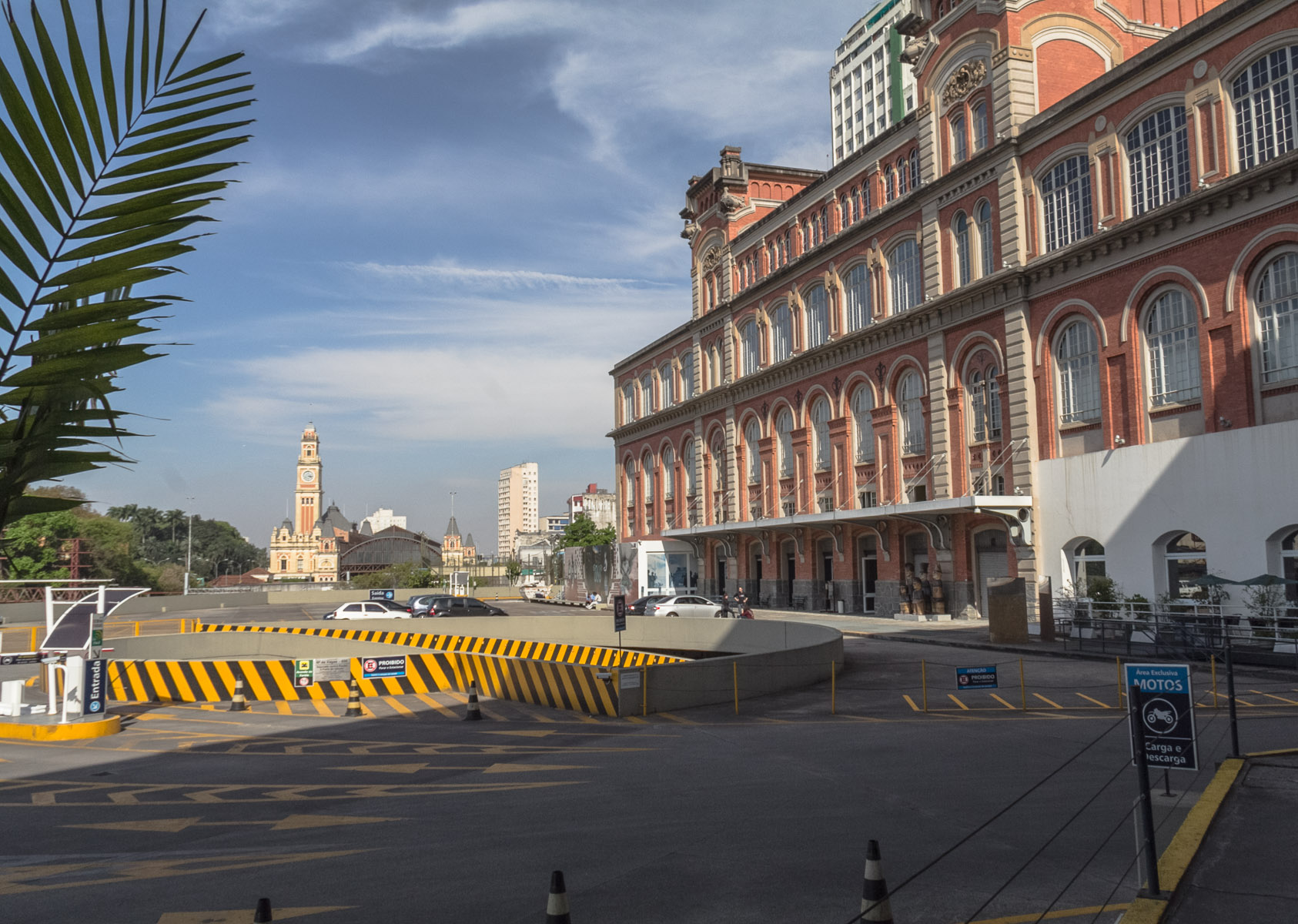
tomada interna da Estaçao Pinacoteca.

## Acervo
Reúne 200 obras do acervo da Fundação José e Paulina Nemirovsky, composto por obras de artistas como Lasar Segall, Cândido Portinari, Di Cavalcanti, Alfredo Volpi e Victor Brecheret.

## Artistas que já tiveram mostras
- Giorgio Morandi
- Iran do Espírito Santo
- Mona Hatoum
- José Leonilson
- Nuno Ramos
- Nelson Felix